# Zachäus (Name)
Zachäus (auch  Zacch(a)eus) ist ein männlicher, biblischer Vorname, der auch vereinzelt als Nachname vorkommt.

## Herkunft und Bedeutung
Der Name Zachäus leitet sich vom griechischen Namen Ζακχαῖος Zakchaios ab.
Meistens wird der Name als Variante des hebräischen Namens זַכַּי Zaccai/Zakkaj gedeutet. Der Name leitet sich von der Wurzel זכה „rein darstehen“ oder זכךְ „hell sein“, „schuldlos sein“ ab.
Möglich ist auch, dass es sich um eine Kurzform von Zacharias „der HERR gedenkt“, „der HERR hat sich erinnert“ handelt.

## Namensträger

### Vorname
- Zachäus, biblische Person (Lk 19,1–10)
- Zachäus (Jerusalem) (auch: Zacharias; † 116?), Patriarch von Jerusalem, Heiliger
- Zaccheus Daniel (1874–1964), US-amerikanischer Astronom
- Zachäus Faber der Ältere (1554–1628), deutscher Kirchenlieddichter
- Zachäus Faber der Jüngere (1583–1632), deutscher Kirchenlieddichter
- Zachäus ab Horrich (1561–1633), Priester und Offizial im Erzbistum Köln
- Zaccheus Richard Mahabane (1881–1971), südafrikanischer Politiker, methodistischer Pfarrer und Präsident des African National Congress (ANC)
- Zacchaeus Okoth (* 1942), kenianischer Geistlicher, emeritierter römisch-katholischer Erzbischof von Kisumu
- Zachäus Andreas Winzler (1750–nach 1820), deutscher Erfinder (Gasherd)

### Nachname
- Hans Zakæus (1795–1819), grönländisch-britischer Expeditionsteilnehmer und Maler
- Joannes Zacheus (16. Jahrhundert), franko-flämischer Komponist der Renaissance
- Olamide Zaccheaus (* 1997), US-amerikanischer American-Football-Spieler

## Nachweise
1. ↑  behindthename.com: Zaccai
2. 1 2  Wilhelm Gesenius: Hebräisches und aramäisches Handwörterbuch über das Alte Testament. 18. Auflage. Springer-Verlag, Berlin/Heidelberg 2013, ISBN 978-3-642-25680-6, S. 300.
3. 1 2  Michael Wolter: Zachäus. In: Bibelwissenschaft. Deutsche Bibelgesellschaft, Januar 2010, abgerufen am 11. April 2022.